# کد موروثی
کد موروثی کد منبعی است که دیگر مورد پشتیبانی یا استفادهٔ سیستم‌عامل یا بقیهٔ فن‌آوری‌های رایانه‌ای نیست. این اصطلاح همچنین به معنی کدی هست که در یک نرم‌افزار جدیدتر با هدف نگهداری یک ویژگی قدیمی نرم‌افزار قرار می‌گیرد؛ مانند نگهداری رابط سریال در زمانی که بیشتر سامانه‌های جدید از درگاه سریال استفاده نمی‌کنند با هدف پشتیبانی از فرمت‌های فایل‌های قدیمی.
در عمل بسیاری از کدهای نوشته شده در هر زبان‌برنامه‌نویسی به محیطی که در آن استفاده می‌شوند بستگی دارند، حتی اگر با زبان‌های برنامه‌نویسی مستقل از بسترهای نرم‌افزاری (به انگلیسی: platform-independent) مانند جاوا نوشته شوند؛ اگر سازندهٔ بستر نرم‌افزاری را ترقی (به انگلیسی: upgrade) دهد یا جایگزین کند، ممکن است قطعه‌ای از کد از کار بیفتد، به این کد هم کد موروثی می‌گویند، برای همین یک وظیفهٔ مهم مهندس نرم‌افزار اصلاح مداوم کد برای جلوگیری از این اتفاق است.

## تفسیرهای جدید
اخیراً جامعهٔ مهندسین نرم‌افزار تفسیرهای جدیدتری را به تفسیرهای قدیمی اضافه کرده است. از جمله متداول‌ترین تفسیرها:
- کد منبعی که از فرد دیگری به ما ارث رسیده کد موروثی است.
- کد منبعی که از یک ورژن قدیمی نرم‌افزار به ما ارث رسیده کد موروثی است.
- کد بدون آزموده شدن یک کد موروثی است.